# Ptilinop de Mercier
El ptilinop de Mercier (Ptilinopus mercierii) és un ocell extint, de la família dels colúmbids (Columbidae) que habitava els boscos d'algunes de les illes Marqueses.